# گودامودونا
گودامودونا (به انگلیسی: Godamuduna) یک منطقه مسکونی در سری‌لانکا است.